# Vicente Talens Inglá
Vicente Talens Inglá (València, 1892 - 1940) va ser un model i polític valencià, que durant la Guerra Civil va ser Governador civil d'Almeria.
Abans de la proclamació de la Segona República, va haver de viure un temps exiliat a París, on treballava com a model de nus per als pintors de la ciutat. Amb la proclamació de la Segona República Espanyola el 1931 va tornar a Espanya, ja llavors membre del Partit Comunista Francès. Durant la Guerra Civil, va ser nomenat Governador Civil de la província d'Almeria en un breu període entre 1937 i 1938. Va ser destituït i es va traslladar a València, en ser considerat feble pels seus companys del Front Popular que valoraven com molt tèbies les seves resolucions enfront dels quintacolumnistes d'Almeria. A València va estar sense destinació, fins que va ser pres de les tropes franquistes el 1939, empresonat a la presó Modelo, jutjat en un procés sumaríssim d'urgència, condemnat a mort i executat un any més tard, tot i que en el seu expedient judicial constaven testimoniatges de favor de membres de la dreta política d'Almeria.